# Российская академия художеств
Росси́йская акаде́мия худо́жеств (сокр. РАХ) — государственная академия наук, высшее творческо-научное учреждение Российской Федерации, объединяющее деятелей изобразительного и декоративно-прикладного искусства и архитектуры, а также историков, критиков и теоретиков искусства и музейных работников, осуществляющее научно-методическое руководство подготовкой художественных кадров. Подотчётна правительству Российской Федерации.
Крупнейший научный центр в области изучения, сохранения и развития изобразительного искусства и искусствознания в России, включающий в себя ряд высших и средних учебных заведений (МГАХИ им. В. И. Сурикова, Московский академический художественный лицей, Санкт-Петербургский художественный лицей имени Б. В. Иогансона), научно-исследовательских учреждений (НИИ теории и истории изобразительных искусств РАХ, Научно-исследовательский музей РАХ), творческие мастерские живописи, графики и скульптуры в Москве, Санкт-Петербурге, Казани, Красноярске и Ростове-на-Дону.
Высшим органом РАХ является Сессия (Общее собрание действительных членов и членов-корреспондентов). В промежутках между сессиями деятельностью РАХ руководит Президиум во главе с Президентом.

## Преемственность
Российская академия художеств является правопреемницей Академии художеств СССР, созданной в 1947 году на базе Всероссийской академии художеств. Всё имущество Академии художеств СССР после распада СССР перешло Российской академии художеств, а членам Академии художеств СССР были присвоены звания действительных членов и членов-корреспондентов РАХ.
По своему юридическому статусу Российская академия художеств является федеральным государственным бюджетным учреждением.
«Стремясь к новому и утверждая достойное положение современного российского искусства в мире, Академия художеств сохраняет свои традиции и сложившуюся исторически структуру. Сейчас в неё входят, как и прежде, отделения Живописи, Скульптуры, Архитектуры. К ним добавились отделения Графики, Театрально-декорационного искусства, Декоративно-прикладного искусства, Дизайна, Искусствознания и художественной критики.
Российская академия художеств на протяжении своей 250-летней истории осуществляла художественные связи между центром и регионами. Это касалось воспитания художников, создания местных очагов культуры, развития архитектурных и монументальных ансамблей. В наши дни её региональные отделения работают в Санкт-Петербурге, Поволжье, Урале, Сибири и на Дальнем Востоке. Иными словами, деятельность Академии сегодня охватывает все виды и жанры пространственных искусств на территории нашей страны.»

## Основные направления деятельности РАХ

### Академическая система художественного образования
Российская академия художеств является государственной творческо-научной организацией. Образование является одним из главных аспектов деятельности.
Ведётся работа по сохранению и творческому развитию традиций отечественной академической школы, организации и совершенствованию системы художественного образования сохранены и развиваются важнейшие элементы отечественного художественного образования — величайшей ценности российской культуры, получившей мировое признание.
В целях содействия творческому развитию системы академической художественной школы, Президиумом РАХ был создан Совет по художественному образованию, который в тесном сотрудничестве с Научно-методическим управлением Академии и руководством академических учебных заведений координирует вопросы академического художественного образования.
Учебные заведения в ведении РАХ:
- Московский художественный институт имени В. И. Сурикова
- Московская центральная художественная школа Российской академии художеств
- Ленинградская средняя художественная школа Российской академии художеств

Учебные заведения, бывшие в ведении РАХ
- Институт живописи, скульптуры и архитектуры имени И. Е. Репина (до 2015)

### Научная деятельность
Особое внимание в рамках исследований уделяется актуальным процессам взаимодействия сферы изобразительного искусства, науки и образования по проблемам междисциплинарного характера и кросс-культурного диалога в мировом художественном пространстве.

### КафедраЮНЕСКОИзобразительных искусств и архитектуры
Кафедра была создана в 1998 году и вошла в структуру Российской академии художеств. Совместно с секторами культуры и образования ЮНЕСКО кафедра ЮНЕСКО Российской академии художеств, стремится к всеобщему признанию значимости художественного образования как платформы для устойчивого развития, развития творчества, инноваций и культурного разнообразия. Кафедру возглавляет народный художник CCCP и России, президент Российской академии художеств, Посол Доброй Воли ЮНЕСКО Зураб Церетели.

## Членство в Академии

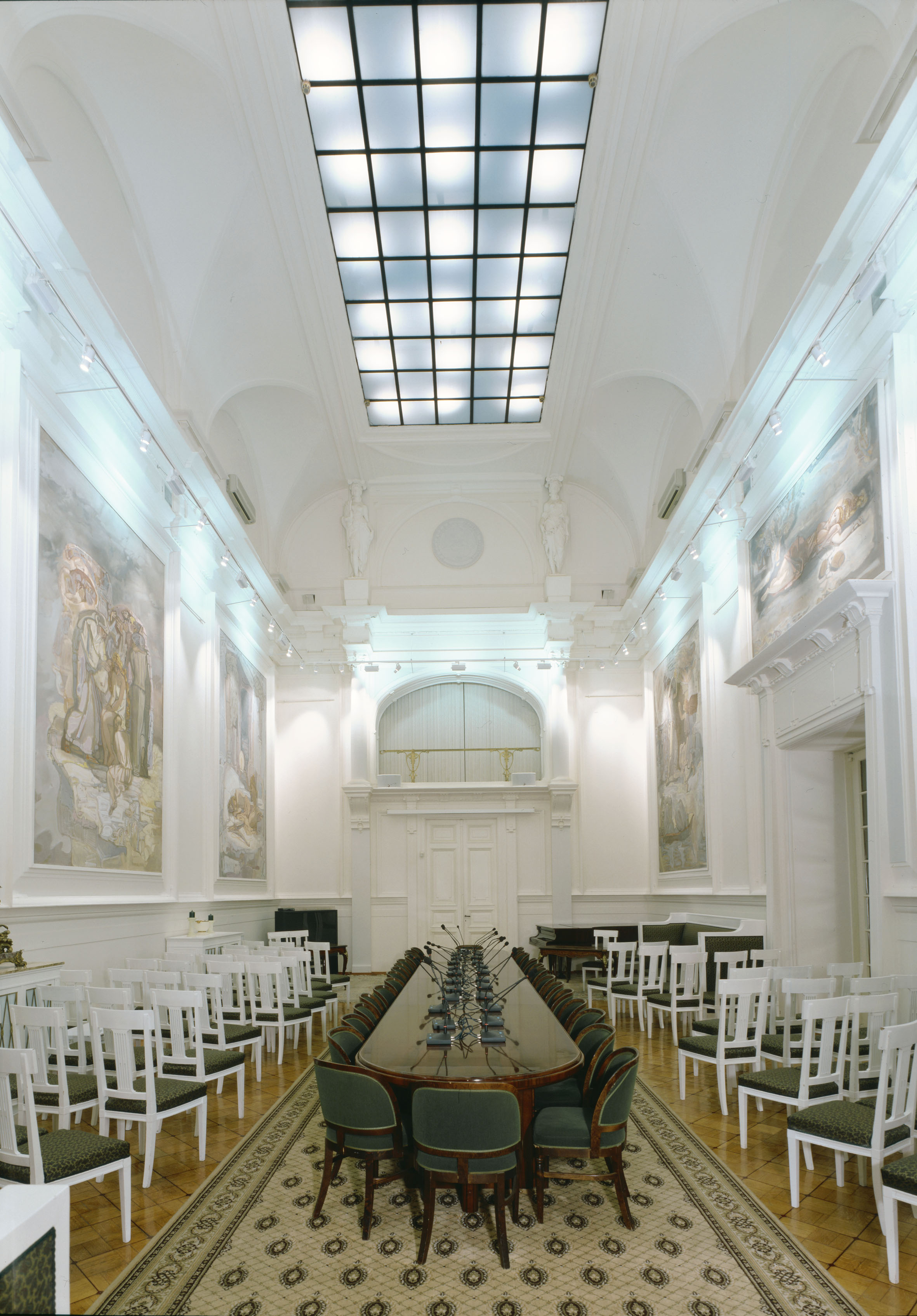
Зал заседаний Президиума РАХ

Членами Академии являются действительные члены (академики), члены-корреспонденты и почётные члены (почётные академики), а также почётные зарубежные члены.
Члены Академии избираются общим собранием Российской академии художеств.
Членство в Академии является пожизненным.
Численность членов Академии устанавливает Правительство Российской Федерации.
Выборы членов Академии проводятся не реже 1 раза в 3 года.

## Отделения Академии
Академия строится по научно-отраслевому и территориальному принципам. В структуру Академии входят:
- отделения по видам творческой и научной деятельности:
  - Отделение живописи (академик-секретарь Е. Н. Максимов);
  - Отделение скульптуры (академик-секретарь А. В. Цигаль);
  - Отделение графики (академик-секретарь А. И. Теслик);
  - Отделение архитектуры (академик-секретарь М. М. Посохин);
  - Отделение декоративно-прикладного искусства (академик-секретарь Л. И. Савельева);
  - Отделение дизайна (академик-секретарь А. Л. Бобыкин);
  - Отделение искусствознания и художественной критики (академик-секретарь Д. О. Швидковский);
  - Отделение театрально- и кинодекорационного искусства (академик-секретарь Б. А. Мессерер);
  - Отделение фотоискусства и мультимедийных технологий (академик-секретарь А. Л. Бобыкин);
  - Отделение новейших художественных течений (академик-секретарь А. Л. Бобыкин);
- региональные отделения:
  - Южное отделение (академик-секретарь С. Н. Олешня);
  - Поволжское отделение (академик-секретарь К. В. Худяков);
  - Отделение Урал, Сибирь, Дальний Восток (академик-секретарь С. Е. Ануфриев).

## Руководство Академии
Высшим органом управления РАХ является общее собрание Академии. Членами общего собрания Академии являются действительные члены и член-корреспонденты. Общее собрание Академии созывается президиумом Академии по предложению президента Академии не реже 1 раза в год.
В промежутках между общими собраниями деятельностью РАХ руководит Президиум во главе с Президентом.
Президиум Академии состоит из президента и вице-президентов Академии, главного учёного секретаря президиума Академии, заместителя главного учёного секретаря президиума Академии, академиков-секретарей отделений Академии, председателей региональных отделений Академии и других членов Академии.
Число членов президиума Академии определяет общее собрание Академии. Президиум Академии избирается на 5-летний срок. Распределение обязанностей между вице-президентами и членами президиума Академии осуществляет президент Академии.
Президент Академии избирается общим собранием РАХ из числа её действительных членов сроком на 5 лет. Избранный президент Академии вступает в должность после его утверждения Правительством Российской Федерации.
Президент РАХ:
- Церетели, Василий Зурабович
(избран 19 мая 2025 года, избрание утверждено Правительством РФ 23 июня 2025 года)[13]

Вице-президенты РАХ:
(по состоянию на 19 мая 2025 года)
1. Калинин, Виктор Григорьевич — первый вице-президент
2. Бобыкин, Андрей Леонидович
3. Золотов, Андрей Андреевич
4. Ковальчук, Андрей Николаевич
5. Кочемасова, Татьяна Александровна
6. Кошкин, Олег Александрович — Главный ученый секретарь Президиума РАХ

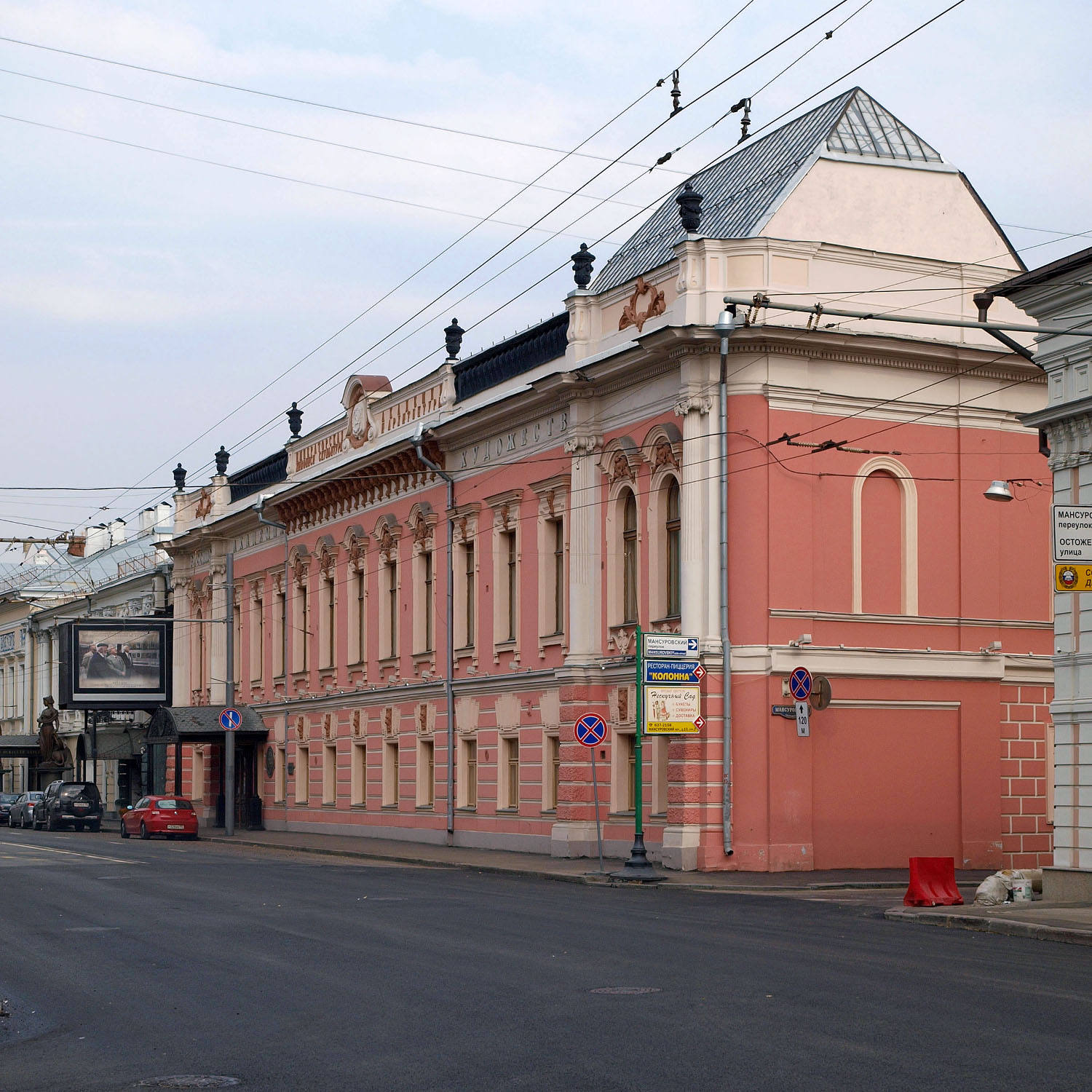
Здание Президиума РАХ, Москва, Пречистенка, 21

7. Леняшин, Владимир Алексеевич
8. Любавин, Анатолий Александрович
9. Максимов, Евгений Николаевич
10. Михайловский, Семен Ильич
11. Мудров, Алексей Юрьевич
12. Нестеренко, Василий Игоревич
13. Посохин, Михаил Михайлович
14. Худяков, Константин Васильевич
15. Швидковский, Дмитрий Олегович
16. Шишин, Михаил Юрьевич

Члены Президиума РАХ:
(по состоянию на 19 мая 2025 года)
1. Акритас, Альбина Георгиевна
2. Боровской, Николай Иванович
3. Бурганов, Александр Николаевич
4. Бурганов, Игорь Александрович
5. Глазунов, Иван Ильич
6. Глухов, Виктор Александрович
7. Грабко, Лариса Макаровна
8. Евдокимова, Любовь Валерьевна
9. Курасов, Сергей Владимирович
10. Любецкий, Вадим Александрович
11. Малолетков, Валерий Александрович
12. Миндлин, Михаил Борисович
13. Мирианашвили, Александр Гурамович
14. Мессерер, Борис Асафович
15. Мухин, Николай Александрович
16. Назаренко, Татьяна Григорьевна
17. Никонов, Павел Федорович
18. Олешня, Сергей Николаевич
19. Оссовский, Сергей Петрович
20. Пиотровский, Михаил Борисович
21. Петров, Константин Витальевич
22. Попова, Манана Валентиновна
23. Рожин, Александр Иванович
24. Рукавишников, Александр Иулианович
25. Рукавишников, Филипп Александрович
26. Ромашко, Евгений Викторович
27. Савельева, Любовь Ивановна
28. Салахова, Айдан Таировна
29. Свиблова, Ольга Львовна
30. Сеславинский, Михаил Вадимович
31. Синицына, Александра Николаевна
32. Соковнин, Владимир Борисович
33. Ступин, Сергей Сергеевич
34. Сысоев, Владимир Петрович
35. Теслик, Александр Иванович
36. Хромов, Олег Ростиславович
37. Цигаль, Александр Владимирович
38. Церетели, Елена Зурабовна
39. Шагулашвили, Серги Нугзариевич
40. Шилов, Александр Максович
41. Шумаков, Николай Иванович
42. Щербаков, Салават Александрович
43. Ястребенецкий, Александр Григорьевич

## Академические организации
На правах оперативного управления за РАХ закреплены являющиеся собственностью государства следующие организации:
- Институт теории и истории изобразительных искусств;
- Московский художественный институт имени В. И. Сурикова;
- Московский академический художественный лицей;
- Институт живописи, скульптуры и архитектуры имени И. Е. Репина;
- Санкт-Петербургский художественный лицей  им. Б.В. Иогансона
- Научно-исследовательский музей Российской Академии художеств с филиалами:
  - музей-усадьба Ильи Ефимовича Репина «Пенаты»
  - музей-квартира Исаака Бродского в центре Санкт-Петербурга (Площадь Искусств)
  - отдел-мастерская Павла Чистякова
  - отдел-мастерская Архипа Куинджи
  - музей-мастерская Сергея Конёнкова
- Научная библиотека РАХ
- Архивы
- Творческие мастерские по различным видам искусства.

## Президенты
- 1991—1997 — Н. А. Пономарёв
- 1997—2025 — З. К. Церетели
- 2025—             — В. З. Церетели

## Печатные издания
В 2009 году РАХ при поддержке Министерства культуры РФ начала издавать собственный журнала «ACADEMIA». Журнал был создан с целью информирования общественности о деятельности Академии, а также с целью популяризации и повышения интереса к культуре.

## Награды, учреждённые РАХ
К наградам Российской академии художеств относятся почётные знаки (ордена), золотые и серебряные медали Российской академии художеств, звания Почётного академика Российской академии художеств, а также юбилейные медали, учреждаемые к годовщине значимых для академии событий.

### Перечень наград

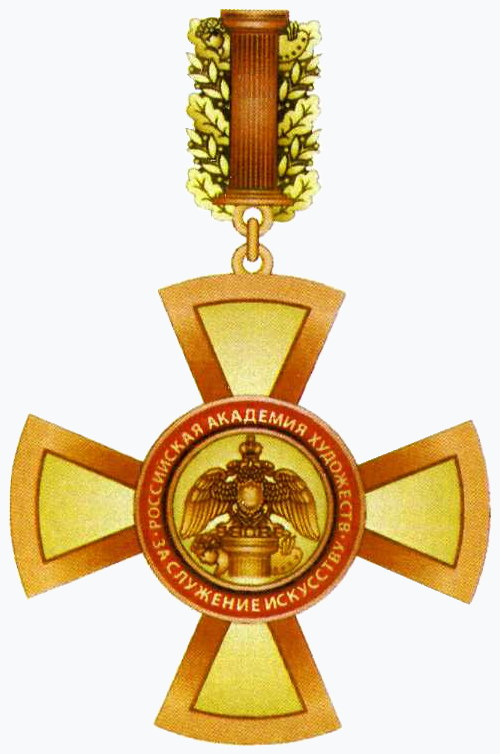
Орден «За служение искусству» I степени

- Орден «За служение искусству» I степени — высшая награда РАХ. Вручается выдающимся деятелям культуры и искусства, чей вклад в сохранение духовных и эстетических традиций России и мира получил высокое общественное признание.
- Орден «За служение искусству» II степени
- Орден «За служение искусству» III степени
- Орден Российской академии художеств «Пётр Великий» — учреждён в 2019 году по инициативе президента академии Зураба Церетели.
- Золотая медаль Российской академии художеств — одна из высших наград РАХ. Изготавливается Московским монетным двором из золота со штампов наград Императорской академии художеств.
- Серебряная медаль Российской академии художеств («Достойному»)
- Медаль Российской академии художеств («Достойному»)
- Звание «Почётный член Российской академии художеств»
- Медаль Российской академии художеств «За заслуги перед Академией»
- Медаль «Шувалов» Российской академии художеств
- Почётная грамота Российской академии художеств
- Диплом Российской академии художеств
- Благодарность Российской академии художеств
- Медаль Российской академии художеств «За лучшую дипломную работу»
- Медаль Российской академии художеств «За успехи в учёбе»

### История
Российская Академия художеств развивает традиции Императорской академии художеств в разных направлениях. Например, в дни своих юбилеев члены Президиума Академии и другие академики удостаиваются медалей со своим изображением. Такие медали получили Борис Ефимов, Таир Салахов, Ефрем Зверьков, Михаил Курилко-Рюмин, Владимир Цигаль, Марат Самсонов и многие другие.
Президиумом Академии присуждаются благодарности, а также вручаются Почётные грамоты за достижения в художественной, издательской и музейной деятельности и благотворительности. Начиная с юбилейного 2007 года все преподаватели учебных заведений и студенты, оканчивающие академические институты получают серебряные нагрудные знаки, изготовленные по образцам подобных знаков Императорской Академии.
Российская академия поддерживает традицию выпуска памятных медалей по случаю юбилеев крупных деятелей отечественного искусства прошлого. Так была выпущена медаль к столетию С. Д. Коненкова (скульптор Г. И. Правоторов), медаль к юбилейной дате Клодта[какого?] и других.
Академия отмечает медалями и собственные торжественные даты. По завершении строительства храма Христа Спасителя были выпущены две медали и две разновидности Благодарственных грамот за вклад в постройку храма. Участники художественных выставок, и проводимых в стенах Академии, и передвижных, также удостаиваются её благодарностей, например, для участников некоторых выставок были напечатаны особые памятные грамоты.
Каждый год, начиная с 1947, академией проводится конкурс на соискание наград за лучшие созданные или опубликованные ранее произведения искусства, архитектурные композиции, а также работы в сфере дизайна и труды по искусствознанию. Кандидаты, победившие в конкурсе, получают награды Российской академии художеств. Списки награждённых ежегодно публикуются в журнале «Диалог Искусств».
К 250-летнему юбилею Академии была выпущена памятная медаль, авторства Зураба Церетели.

## Критика
Ранее РАХ, как и Академия художеств СССР, а также Императорская академия художеств, чаще всего подвергалась критике за консерватизм. В последние годы больше всего нареканий вызывает формирование состава членов РАХ, в частности, избрание в её ряды близких родственников Президента и членов Президиума РАХ.